# Biohazard (album)
Pour les articles homonymes, voir Biohazard.
Biohazard est le premier album studio du groupe de hardcore metal américain Biohazard, sorti le 30 juin 1990 sur le label Magnetic Air.

## Contenu
Le style musical orignal de Biohazard est contenu dans ce premier album : mélange de Metal, de Hardcore et de Hip-Hop, les chants alternés entre Evan Seinfeld et Billy Graziadei, ainsi que les changements rythmiques impulsés par Danny Schuller,.
D'autres critiques estiment que l'album est imparfait et pas au niveau des albums suivants,,.
L'intro de la chanson "Retribution" est tirée du film Le Parrain, 2ème partie.
Les chansons Wrong Side of the Tracks et Hold My Own ont été réenregistrées pour le deuxième album du groupe, Urban Discipline. L'album remasterisé de 2004 présente une couverture différente de celle du pressage original de 1990.

## Liste des pistes
| 1.    | Retribution              | 4:26 |
| 2.    | Victory                  | 2:29 |
| 3.    | Blue Blood               | 2:29 |
| 4.    | Howard Beach             | 2:09 |
| 5.    | Wrong Side of the Tracks | 3:54 |
| 6.    | Justified Violence       | 4:09 |
| 7.    | Skinny Song              | 2:27 |
| 8.    | Hold My Own              | 2:38 |
| 9.    | Panic Attack             | 2:35 |
| 10.   | Pain                     | 3:30 |
| 11.   | Survival of the Fittest  | 2:16 |
| 12.   | There & Back             | 4:02 |
| 13.   | Scarred for Life         | 4:15 |
| 41:23 |                          |      |

## Membres
- Evan Seinfeld – chant, basse
- Billy Graziadei – guitare, chant
- Bobby Hambel – guitare
- Danny Schuler – batterie